# Donnie Bowshier
Donnie Bowshier (* 14. April 1937 in Madison Mills, Ohio; † 1. März 2002), auch als „Donnie Bowser“ bekannt, war ein US-amerikanischer Country- und Rockabilly-Musiker. Trotz seiner langen Karriere gelang Bowshier nur einmal der Sprung in die Charts.

## Leben

### Kindheit und Jugend
Donnie Bowshier wuchs in Madison Mills, Ohio, nahe Columbus, auf. Aufgrund einer Polioattacke, die er mit drei Jahren bekam, war er für den Rest seines Lebens auf einen Rollstuhl angewiesen. Trotz seiner Behinderung verfolgte Bowshier immer die Musik in seinem Leben, da er auch in einer musikalischen Familie aufwuchs. Bereits 1950 gründete er seine erste eigene Band, die JR Melody Boys, mit der er in der Region auftrat.

### Karriere
Die JR Melody Boys bestanden neben Bowshier aus Paul Hopkins (Gitarre), Walt Wilson (Steel Guitar), Charlie Gore (Fiddle), Zeke Turner (Gitarre) und seinem Bruder Roger (Bass). 1953 erhielt die Band einen Plattenvertrag bei King Records und reiste im selben Jahr nach Cincinnati, Ohio, wo sie mit Slim Redman als Sänger ihre erste Platte Strutt My Stuff einspielte, die bei dem Sublabel Skip Records erschien. Danach kamen zwei weitere Singles bei King heraus, darunter der Tight Shoe Boogie. Trotzdem letztere im Radio gut angenommen wurde, verkaufte sie sich schlecht.

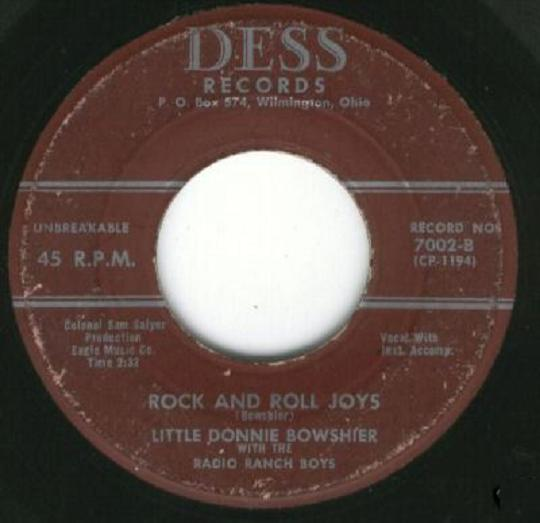
Rock and Roll Joys, 1957

1955 hatte sich die Besetzung seiner Band leicht geändert und Bowshier trat verstärkt im Radio auf. Seit drei Jahren war er bereits regelmäßig auf WJEL in Springfield, Ohio, zu hören, trat auch bei WONE auf und hatte Gastauftritte in Kenny Roberts Show. Im selben Jahr reisten Bowshier und seine Band auch nach Nashville, Tennessee, wo sie Gäste in Ernest Tubbs Midnight Jamboree waren. 1956 stieß DJ Sam Salyer zur Band. Bowshier machte 1956 bei Dess auch erste Rockabilly-Aufnahmen. Neben I Love You Baby, das im Januar 1958 erschien, spielte er hier seinen bekanntesten Song Stone Heart mit der B-Seite Rock and Roll Joys ein. Die Platte verkaufte sich sehr gut, verfehlte die Charts aber. Für Sage Records nahm Bowshier weitere Platten auf.
Nach der Veröffentlichung von Stone Heart nahm er den Künstlernamen „Donnie Bowser“ an, da DJs Schwierigkeiten hatten, seinen Nachnamen korrekt auszusprechen. Bowshier war nun regelmäßig in Hardrock Gunters Show sowie dem WWVA Jamboree vertreten. Stone Heart wurde bis 1960 auf vier weiteren Labeln neu veröffentlicht. Bowshier nahm bis Anfang der 1960er-Jahre weitere Rockabilly-Platten auf, zog sich danach aber für einige Zeit aus der Musikszene zurück.
Bowshier nahm seine Karriere aber wieder auf und nahm für kleinere Labels in Nashville einige Platten auf. 1965 wurde bei Top Tenn Records auch sein erstes Album veröffentlicht. Bowshier war nun zur Country-Musik zurückgekehrt, legte danach aber wieder eine längere Pause ein. 1972 meldete er sich mit Auftritten in der Grand Ole Opry sowie in dem texanischen Cowtown Jamboree zurück.
1989, nach mehr als dreißig Jahren im Musikgeschäft, hatte Bowshier mit Falling For You seine einzige Chartplatzierung. Der Song wurde für das Ridgewood-Label aus Florida aufgenommen und erreichte Platz 90 der Billboad-Country-Charts. 1991 spielte Bowshier ein weiteres Album zusammen mit Bobby Bare ein und teilte die Bühne weiterhin mit Stars wie George Jones und Kent Westberry.
Donnie Bowshier starb 2002 unvermittelt nach einem Herzinfarkt.

## Diskografie
| Jahr     | Titel                                                                          | Plattenfirma       |
| -------- | ------------------------------------------------------------------------------ | ------------------ |
| 1953     | Strutt My Stuff /?                                                             | Skip Records       |
| 1953     | Bullfrog Boogie / We’ll Never Part                                             | King Records       |
| 1953     | Tight Shoe Boogie / I Cried In My Sleep                                        | King Records       |
| 1957     | Rock and Roll Joys / Stone Heart                                               | Dess Records       |
| 1958     | I Love You Baby / Love So Rare                                                 | Dess Records       |
| 1958     | I Love You Baby / Stone Heart                                                  | Sage Records       |
| 1958     | I Love You Baby / Stone Heart                                                  | Fraternity Records |
| 1958     | I Love You Baby / Stone Heart                                                  | Robbins Records    |
| 1958     | Got The Best of Me / It’s Our Secret                                           | Sage Records       |
| 1960     | I Love You Baby / Stone Heart                                                  | ERA Records        |
| 1960 (?) | I Thought I Heard You Call My Name / Tomorrow                                  | Chalet Records     |
| 1961     | Talk To Me Baby / Tomorrow                                                     | Bamboo Records     |
| 1961 (?) | Pretty Things / I Hope You Hear                                                | Stop Records       |
| 1963     | Move It On Over / Sing Me a Sad Song                                           | JD Records         |
|          | Oh My Mind / Honestly I Do                                                     | Starr Records      |
|          | Make The World Go Away / That’s What I Need                                    | QCA Records        |
|          | Girl I See In My Class / My Heart Still Loves You                              | Rome Records       |
|          | Stone Heart / Stop This Train                                                  | Choise Records     |
|          | Just No Way of Getting Over You / There’ll Never Be Another (Someone Like You) | Bill-Don Records   |
| 1989     | Falling for You / You’ve Got My Arms To Come Back To                           | Ridgewood Records  |